# Alteromonadales
Alteromonadales — порядок протеобактерій.

## Опис
Прямі або злегка вигнуті паличкоподібні бактерії. Рухливі, мають один джгутик. Аероби або факультативні анаероби. Тест на оксидазу та каталазу є позитивним для більшості видів. 
Більшість видів живуть у морі. Трапляються глибоководні види, що переносять великий тиск та низьку температуру, та галофільні, які живуть у водоймах з високою концентрацією солей.